# Neophaeosphaeria
Neophaeosphaeria is een geslacht van schimmels behorend tot de familie Neophaeosphaeriaceae. De typesoort is Neophaeosphaeria filamentosa.

## Soorten
Volgens Index Fungorum telt het geslacht vier soorten (peildatum april 2023):
| Soortnaam                      | Auteur(s)                                                | Publicatiejaar |
| ------------------------------ | -------------------------------------------------------- | -------------- |
| Neophaeosphaeria agaves        | Crous & Yáñez-Moral.                                     | 2013           |
| Neophaeosphaeria filamentosa   | (Ellis & Everh.) M.P.S. Câmara, M.E. Palm & A.W. Ramaley | 2003           |
| Neophaeosphaeria phragmiticola | A. Karunarathna & K.D. Hyde                              | 2018           |
| Neophaeosphaeria quadriseptata | (M.E. Barr) M.P.S. Câmara, M.E. Palm & A.W. Ramaley      | 2003           |